# Ensay
Ensay är en ö i Storbritannien.   Den ligger i kommunen Yttre Hebriderna och riksdelen Skottland, i den nordvästra delen av landet, 800 km nordväst om huvudstaden London. Arean är 1,9 kvadratkilometer.
Terrängen på Ensay är platt. Öns högsta punkt är 44 meter över havet. Den sträcker sig 2,8 kilometer i nord-sydlig riktning, och 1,7 kilometer i öst-västlig riktning.